# Народно-революционный военный совет КНР
Народно-революционный военный совет Китайской Народной Республики (кит. упр. 中央人民政府人民革命军事委员会, пиньинь Zhōngyāng Rénmínzhèngfǔ Gémìngjūnénmínshì Wěiyuánhuì) — высший государственный орган по руководству всеми Вооружёнными силами Китайской Народной Республики в 1949–1954 годах.
Народно-революционный военный совет КНР выполнял свои функции совместно с высшим партийным органом по руководству всеми Вооружёнными силами Китайской Народной Республики — Военным советом ЦК КПК.

## Председатель
- Мао Цзэдун (с 1 октября 1949 по 27 сентября 1954 гг.)

## Составы
1-я сессия Центрального народного правительственного совета КНР 1 октября 1949 года утвердила председателя Народно-революционного военного совета КНР (Мао Цзэдун). 3-я сессия Центрального народного правительственного совета КНР 19 октября 1949 года утвердила заместителей председателя Народно-революционного военного совета КНР (Чжу Дэ, Лю Шаоци, Чжоу Эньлай, Пэн Дэхуай, Чэн Цянь).